# 小杉幸司
小杉 幸司（こすぎ こうじ）は、日本の男性俳優。

## 出演作品

### テレビドラマ
- 青年同心隊 第7話「からっ風作戦」（1964年、TBS）- 千造
- 鉄道公安36号 第171話「北海の夕陽」（1966年、NET / 東映）
- 特別機動捜査隊 第292話「青春の追憶」（1967年、NET / 東映） - 舞台係

### 映画
- 大森林に向かって立つ（1961年、日活）

### テレビアニメ
- スーパースリー - チーフ